# تام گودوین
تام گودوین (به انگلیسی: Tom Godwin) نویسندهٔ آمریکایی سبک علمی-تخیلی سخت که در ۱۹۱۵ متولد شد و در ۱۹۸۰ از دنیا رفت . بسیاری از داستان‌های او در دهه‌های ۱۹۵۰ و ۱۹۶۰ میلادی در مجلات پالپ (Pulp) به چاپ رسیدند.
یکی از داستان‌های علمی-تخیلی او با نام معادلات سرد که برای اولین بار در سبک سخت نوشته شده بود بسیار مورد تحسین قرار گرفت و از آن زمان به بعد، او را پدر علمی-تخیلی‌نویسی سخت خواندند.

## آثار
آثار او عبارت‌اند از:
سری راگناروک :
- بازماندگان - ۱۹۵۸
- زندان فضا - ۱۹۶۰
- وحشی‌های فضایی - ۱۹۶۴

و یک رمان:
- ماورای خورشیدی دیگر - ۱۹۷۱